# Motilones del Norte
Motilones del Norte es un club de baloncesto colombiano de la ciudad de Cúcuta. Defiende su localía, en su fase profesional, en el Coliseo Toto Hernández, considerado en el ámbito nacional como el más emblemático de los escenarios basqueteros del país. Fue campeón en 2024 de la Liga Profesional de Baloncesto de Colombia.

## Historia
El club comenzó su historia en 1975, y en 1978 lograron el primer título aficionado con el nombre de Lotería de Cúcuta. Posteriormente, en 1999, los Cañoneros de Cúcuta obtuvieron el subtítulo de la VII Copa Costeñita luego de caer con Sabios de Manizales, y en 2003 lograron el segundo lugar en el todos contra todos de la Copa Invitacional FCB-SALUDCOP-IDRD, al caer frente a Paisas de Medellìn.
Dado el desinterés de la antigua dirigencia local y su limitada capacidad de gestionar patrocinios, el baloncesto rentado desapareció del panorama cucuteño por espacio de seis años. En el 2008 la suma de voluntades de las directivas de la Liga Nortesantandereana de Baloncesto, algunos sectores políticos de la región y la decidida vinculación de importantes firmas comerciales, hizo posible el regreso de un equipo competitivo. Gracias a esto, el quinteto rojinegro logró coronarse campeón de la Copa Invitacional FCB 2008 superando al equipo Búcaros de Santander en la serie final por 4-1.
En 2009, contra todo pronóstico, el equipo llegó nuevamente a la gran final del baloncesto colombiano y se alzó con el campeonato al vencer nuevamente al combinado de la capital santandereana, esta vez 4 juegos a 3. En el camino dejó sin posibilidades a Piratas de Bogotá (3-2) y a Arrieros de Antioquia (3-2), conjuntos que contaban con el favoritismo desde el inicio de la Copa Invitacional.

## Jugadores
El equipo campeón de 2008 alineó en la fase final los siguientes jugadores:
4 Edgar Moreno, colombiano (Quibdó - Chocó), 27 años, 1.87 de estatura, Armador (1)
5 Michel Franco, colombiano (Cúcuta - N.S), 27 años, 1.90 de estatura, Alero de poder (4)
7 Álvaro Contreras, colombiano (Cúcuta - N.S), 24 años, 1.81 de estatura, Armador - Escolta (1-2)
8 José López, colombiano (Cúcuta - N.S), 24 años, 1.82 de estatura, Escolta (2)
9 Daniel Restrepo, colombiano (Pereira - Ris), 24 años, 1.88 de estatura, Escolta - Alero (2-3)
11 Eleuterio Rentería, colombiano (Lloró - Chocó), 27 años, 1.90 de estatura, Escolta - Alero (2-3)
12 Eduardo Torres, colombo - venezolano (Caracas),26 años, 1.92 de estatura, Alero (3)
14 Jhon Jairo Hernández, colombiano (Maria la Baja - Bol.),24 años, 2.09 de estatura, Pívot (5)
15 José Baquero, colombiano (Riohacha - Guaj.), 25 años, 2.04 de estatura, Pívot (5)
17 Monty Wilson, norteamericano (Sprienfield - Illinois), 35 años, 1.97 de estatura, Alero – Alero de Poder (3 - 4)
33 Carlos Rogers, norteamericano (Detroit - Míchigan), 37 años, 2.11 de estatura, Pívot (5)
Otros jugadores que formaron parte del team en la fase eliminatoria, pero que no concluyeron el torneo fueron: Juan Ernesto Manaure (Col-Ven), Jerry Echenique Arriola (Hond.), Ryan Jamal Carroll (USA), Jader Fernández (Col.), Diego Quiroz (Col.), Delvin Thomas (USA) y Alejandro "Tapipa" Barrios (Ven.).
La escuadra que se tituló campeona en 2009 fue conformada por los siguientes jugadores:
4 Edgar Moreno, colombiano (Quibdó - Chocó), 28 años, 1.87 de estatura, Armador (1)
5 Salomón Mosquera, colombiano (Quibdó - Chocó), 28 años, 1.75 de estatura, Armador (1)
5 Henry Ordóñez, colombiano (Cali - Valle), 28 años, 1.91 de estatura, Escolta (2)
7 James Maye, Norteamericano (New York City - New York), 28 años, 2.01 de estatura, Escolta-Alero (2-3)
8 José Baquero, colombiano (Riohacha - Guaj.), 26 años, 2.04 de estatura, Pívot (5)
10 Miguel Enrique Fernández, colombiano (Riohacha - Guajira), 21 años, 1.95 de estatura, Escolta (2)
12 José René López, colombo - venezolano (Acarígua),26 años, 1.95 de estatura, Escolta - Alero (2-3)
14 Jhon Jairo Hernández, colombiano (Maria la Baja - Bol.),24 años, 2.09 de estatura, Pívot (5)
15 Miguel Ángel Guerrero, colombiano (Cúcuta - N.S.), 20 años, 1.88 de estatura, Escolta - Alero (2-3)
22 Francisco Sanabria, colombo - venezolano (Caracas), 32 años, 1.90 de estatura, Escolta (2)
33 Juan Manuel Herrera, venezolano (Caracas), 28 años, 1.97 de estatura, Alero – Alero de Poder (3 - 4)
También formaron en las filas del equipo sin concluir el campeonato, Daniel Restrepo Trejos (Col.), Rodrigo Alexander Rodríguez (Col-Ven) y Manuel de Jesús (P.R.).

## Entrenadores
2008
- Técnico principal: Julio Norberto Toro Díaz (Santurce - Puerto Rico)
- Técnico asistente: Ramón Meléndez Montañéz (Santurce - Puerto Rico)

2009
- Técnico principal: Ramón Meléndez Montañéz (Santurce - Puerto Rico)
- Técnico asistente: Fernando Caballero Daza (Cúcuta . N.S.)

2024
- Técnico principal: Víctor Richard Ortega

```
( Dominicana ) 
```

- Presidente del club:
- Vicepresidente:

## Palmarés

### Torneos nacionales
- Liga Profesional de Baloncesto (3): 2008, 2009, 2024-II.
- Campeonato colombiano aficionado (1): 1978
- Subcampeón de la Liga Profesional de Baloncesto (2): 2000 y 2010